# جایزه اولین رمان
جایزه اولین رمان (Prix du Premier Roman) جایزه ادبی در فرانسه است این جایزه هر سال به بهترین رمان‌نویس سنین بین ۱۸ تا ۳۰ سال که هنوز اثری از او منتشر نشده‌است اهدا می‌شود. دست‌نویس رمان باید بین ۸۰ تا ۲۰۰ صفحه باشد و بین ماههای ژانویه تا ژوئیه برای شرکت در مسابقه ارسال شود. این جایزه ۳۰۰۰ یورو است.